# Menetou-Râtel

Menetou-Râtel este o comună în departamentul Cher, Franța. În 1 ianuarie 2022 avea o populație de 463 de locuitori.